# Kórenevo
Kórenevo (en ruso: Ко́ренево) es un asentamiento de tipo urbano de Rusia perteneciente al óblast de Kursk. Situado en el suroeste del país, es centro del raión homónimo.

## Geografía
Kórenevo está situado a orillas del afluente Krepna, 85 km al oeste de Kursk. La frontera con Ucrania está 20 km al sur y es parte de la región histórica de la Ucrania Libre.

## Historia
El lugar fue mencionado por primera vez en 1625. Kórenevo adquirió mayor importancia con el paso del ferrocarril Kiev-Kursk en la década de 1860, que fue atravesado allí en la década de 1890 por un ferrocarril de vía estrecha de Sudzha a Rylsk.
En la fase final de la Primera Guerra Mundial, se firmó un armisticio en Kórenevo el 4 de mayo de 1918 entre representantes de las tropas de ocupación germano-austriacas en Ucrania y la Rusia soviética. El 30 de julio de 1928, Kórenevo se convirtió en la sede administrativa de un distrito recién creado que lleva su nombre y en 1938, el lugar recibió el estatus de asentamiento de tipo urbano.
Durante la Segunda Guerra Mundial, Korenevo estuvo ocupada por la Wehrmacht alemana del 27 de octubre de 1941 al 8 de marzo de 1943.
En agosto de 2024 el asentamiento fue escenario de una incursión en la óblast de Kursk de las Fuerzas Armadas de Ucrania en el transcurso de la invasión rusa de Ucrania, aunque en el caso de esta población, nunca fue tomada por el ejercito ucraniano.

## Demografía
La evolución demográfica de Kórenevo entre 1939 y 2021 fue la siguiente:
| 1938                           | 3757 | 4736 | 5982 | 7177 | 6630 | 6119 | 5555 |
| (Fuente: Population of Russia) |      |      |      |      |      |      |      |

En el censo de 2010, el 91,92% de la población eran rusos y el 0,83%, ucranianos. 

## Infraestructura

### Transporte
La carretera regional 38K-030 Rylsk-Sudzha atraviesa el asentamiento. Kórenevo cuenta con una estación de tren en la línea ferroviaria Kiev-Konotop-Kursk, inaugurada en 1868. Allí se bifurca hacia el noroeste un ramal de 24 km de longitud hacia Rylsk, que ahora solo se utiliza para el tráfico de mercancías.  